# Jesús Chagoyen
Jesús Chagoyen Latienda (Jerez de la Frontera, 21 settembre 1977) è un ex cestista spagnolo.